# سوسک کک
سوسک کک سوسک کوچک جهنده‌ای از خانواده سوسک برگ (Chrysomelidae) و از راسته قاب‌بالان است. از نظر تبار (زیست‌شناسی)، زیرخانواده ی (Galerucinae) می‌باشد.
سوسک کک در عین حال که یک آفت کشاورزی است، می‌تواند مفید هم باشد.

## میزبان
سوسک کک می‌تواند آفتِ بسیاری از محصولات کشاورزی مانند سیب زمینی، شلغم، کلم، تربچه، کانولا، کلزا، گیاه خردل، شب‌بویان و برخی گل‌های باغی مانند گاردنیا (سرده) باشد و آسیب جدی به آنها وارد کند.

## دشمنان طبیعی
شکارچی‌های طبیعی این حشره مانند مگس‌های ته‌پشمی می‌توانند از آسیب این سوسک به محصولات جلوگیری کنند.

## فواید
کشت همراه می‌تواند یک تله برای این حشره باشد. برای نمونه، کشت ترب سبب جلب این حشره می‌شود و دیگر محصولات از آسیب سوسک کک در امان باقی می‌مانند.
گونه‌هایی از سوسک کک از علف هرز تغذیه می‌کنند.
برخی از گونه‌های سوسک کک در کنترل بیولوژیک آفات دیگر نقش مفیدی دارند.

## کنترل
ترکیب بردو مادهٔ استاندارد کنترل سوسک کک، و بیماری‌های سیب زمینی است. درمان با ترکیب بردو سبب کاهش بسیار برجستهٔ میزان آسیب سوسک کک به ازای هر برگ شده‌است. بردو بخوبی سوسک کک را کنترل کرده و بطور قابل ملاحظه ای آسیب را کاهش می‌دهد. اسپری ترکیب بردو با کنترل سوسک کک سبب افزایش محصول سیب زمینی شده‌است. سوسک کک حشره جهنده فعالی است و روی گیاه باقی نمی‌ماند و پس از اسپری گیاه، دیگر از برگ آن تغذیه نمی‌کند.
اسپری ترکیب بردو، دافع سوسک کک بر روی سبزیجات و گیاهان گلده گوناگون است.
سموم مسی سوسک کک را روی سیب زمینی و گوجه فرنگی کنترل می‌کنند.
با مراجعه به کتاب معتبر السویه چاپ سال ۲۰۱۳، متأسفانه می‌بینیم برای کنترل سوسک کک روی سیب زمینی، کاربرد ترکیب بردو با آندوسولفان را بعنوان راهکار ارائه کرده‌است، در حالیکه تولید آندوسولفان بخاطر اثرات سوء بسیار آن بر روی انسان‌ها، از سال ۲۰۱۱ ممنوع اعلام شده‌است.